# East Asia Summit

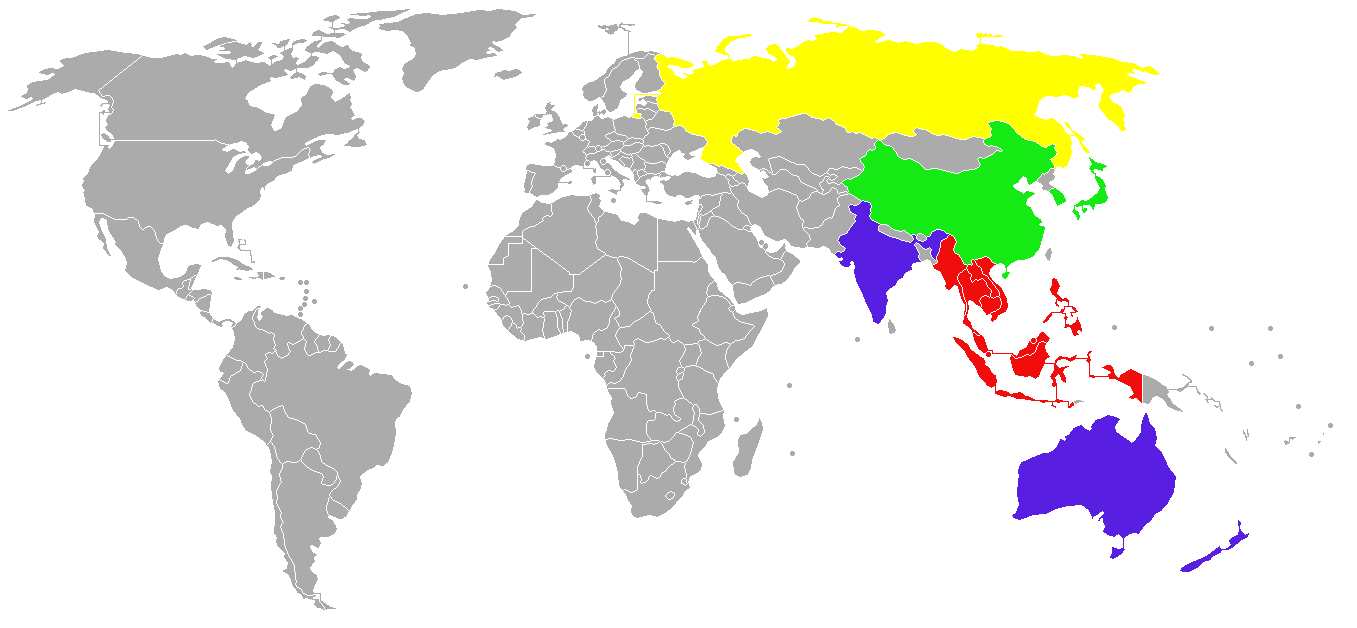
Medlemmar och kandidater i EAS.

East Asia Summit (EAS) är ett forum som hålls årligen av ledarna för 16 länder i Östasien. EAS-möten hålls efter de årliga ASEAN-mötena. Det första mötet hölls i Kuala Lumpur den 14 december 2005. 
De 16 länderna som deltog i de tre första mötena är:
- De tio staterna i ASEAN 
  -  Indonesien
  -  Malaysia
  -  Filippinerna
  -  Singapore
  -  Thailand
  -  Brunei
  -  Vietnam
  -  Laos
  -  Myanmar
  -  Kambodja
- De tre ytterligare staterna i ASEAN plus three
  -  Kina
  -  Japan
  -  Sydkorea
- Plus staterna
  -  Indien
  -  Australien
  -  Nya Zeeland